# Rząd Laurynasa Stankevičiusa
Rząd Laurynasa Stankevičiusa – siódmy rząd Republiki Litewskiej od ogłoszenia niepodległości w 1990.
Funkcjonował od 19 marca 1996 do 10 grudnia 1996. Zakończył swoją działalność, gdy dominująca w nim postkomunistyczna Litewska Demokratyczna Partia Pracy przegrała kolejne wybory parlamentarne.

## Skład rządu
- premier: Laurynas Stankevičius
- minister budownictwa: Aldona Baranauskienė
- minister edukacji i nauki: Vladislavas Domarkas
- minister energetyki: Saulius Kutas
- minister finansów: Algimantas Križinauskas
- minister kultury: Juozas Nekrošius
- minister gospodarki: Antanas Kaminskas
- minister leśnictwa: Albertas Vasiliauskas
- minister łączności i technologii informacyjnych: Vaidotas Abraitis
- minister obrony: Linas Linkevičius
- minister ochrony socjalnej i pracy: Mindaugas Mikaila
- minister ochrony środowiska: Bronius Bradauskas
- minister przemysłu i handlu: Kazimieras Klimašauskas
- minister ds. reform administracji publicznej: Petras Papovas
- minister rolnictwa: Vytautas Einoris
- minister spraw wewnętrznych: Virgilijus Bulovas
- minister spraw zagranicznych: Povilas Gylys
- minister sprawiedliwości: Jonas Prapiestis, od 23 kwietnia 1996 Albertas Valys
- minister transportu: Jonas Biržiškis
- minister zdrowia: Antanas Vinkus